# UCI America Tour de 2016
O UCI America Tour 2016 foi a décima-segunda edição do calendário ciclístico internacional americano. Iniciou-se a 8 de janeiro de 2016 na Venezuela, com a Volta ao Táchira e finalizou a 2 de outubro de 2016 com a Tobago Cycling Classic. Em princípio, disputar-se-iam 24 concorrências além dos Campeonatos Panamericanos, outorgando pontos aos primeiros classificados das etapas e à classificação final, ainda que o calendário pode sofrer modificações ao longo da temporada com a inclusão de novas carreiras ou exclusão de outras.

## Equipas
As equipas que podem participar nas diferentes carreiras dependem da categoria das mesmas. A maior nível de uma carreira podem participar equipas a mais nível. Por exemplo os equipas UCI ProTeam, só podem participar das carreiras .HC e .1 e têm cota limitada de equipas para competir.
| Categoria      | Categoria                        | Equipas                                                                                            |
| -------------- | -------------------------------- | -------------------------------------------------------------------------------------------------- |
| .HC            | 1.hc (Carreira de um dia)        | * ProTeam (max 65%) * Profissionais Continentais * Continentais * Selecções nacionais              |
| .HC            | 2.hc (Carreira de vários dias)   | * ProTeam (max 65%) * Profissionais Continentais * Continentais * Selecções nacionais              |
| .1             | 1.1 (Carreira de um dia)         | * ProTeam (max 50%) * Profissionais Continentais * Continentais * Selecções nacionais              |
| .1             | 2.1 (Carreira de vários dias)    | * ProTeam (max 50%) * Profissionais Continentais * Continentais * Selecções nacionais              |
| .2             | 1.2 (Carreira de um dia)         | * Profissionais Continentais * Continentais * Selecções nacionais * Selecções regionais * Amadoras |
| .2             | 2.2 (Carreira de vários dias)    | * Profissionais Continentais * Continentais * Selecções nacionais * Selecções regionais * Amadoras |
| .Ncup (sub-23) | 1.ncup (Carreira de um dia)      | * Selecções nacionais * Selecções mistas                                                           |
| .Ncup (sub-23) | 2.ncup (Carreira de vários dias) | * Selecções nacionais * Selecções mistas                                                           |

## Carreiras
Esta edição consta de 3 carreiras de máxima categoria (.HC), 4 carreiras de nível (.1), e o resto das carreiras são do último nível de categoria (.2). Ademais também fazem parte as carreiras em estrada e contrarrelógio para elite e sub-23 do Campeonato Panamericano de Ciclismo em Estrada.

## Calendário
As seguintes são as 24 carreiras que compõem atualmente o calendário UCI America Tour (actualizado pela UCI a novembro de 2016)

### Janeiro
| Data  | Carreira         | Cat. | Ganhador         | Equipa        |
| ----- | ---------------- | ---- | ---------------- | ------------- |
| 8-17  | Volta ao Táchira | 2.2  | Joseph Chavarria | Nestle Giant  |
| 18-24 | Tour de San Luis | 2.1  | Dayer Quintana   | Movistar Team |

### Fevereiro
| Data | Carreira                     | Cat. | Ganhador       | Equipa            |
| ---- | ---------------------------- | ---- | -------------- | ----------------- |
| 27-5 | Volta Independência Nacional | 2.2  | Ismael Sánchez | Aero Cycling Team |

### Março
| Data  | Carreira                  | Cat. | Ganhador    | Equipa             |
| ----- | ------------------------- | ---- | ----------- | ------------------ |
| 18-27 | Volta Ciclista do Uruguai | 2.2  | Néstor Pías | Schneck-Alas Rojas |

### Abril
| Data  | Carreira                   | Cat. | Ganhador        | Equipa                       |
| ----- | -------------------------- | ---- | --------------- | ---------------------------- |
| 6-10  | Volta ao Rio Grande do Sul | 2.2  | Murilo Ferraz   | Funvic Soul Cycles-Carrefour |
| 21-24 | Joe Martin Stage Race      | 2.2  | Neilson Powless | Axeon Hagens Berman          |

### Maio
| Data  | Carreira                                      | Cat. | Ganhador            | Equipa             |
| ----- | --------------------------------------------- | ---- | ------------------- | ------------------ |
| 4-8   | Tour de Gila                                  | 2.2  | Lachlan Morton      | Jelly Belly        |
| 15-22 | Volta a Califórnia                            | 2.hc | Julian Alaphilippe  | Etixx-Quick Step   |
| 19    | Campeonato Panamericano Contrarrelógio Sub-23 | CC   | José Luis Rodríguez | Chile              |
| 19    | Campeonato Panamericano Contrarrelógio Elite  | CC   | Walter Vargas       | Colômbia           |
| 21    | Campeonato Panamericano em Estrada Sub-23     | CC   | José Luis Rodríguez | Chile              |
| 22    | Campeonato Panamericano em Estrada Elite      | CC   | Jonathan Caicedo    | Equador            |
| 30    | Winston Salem Cycling Classic                 | 1.1  | Ryan Roth           | Silber Pro Cycling |

### Junho
| Data  | Carreira                         | Cat. | Ganhador        | Equipa                 |
| ----- | -------------------------------- | ---- | --------------- | ---------------------- |
| 5     | The Philadelphia Cycling Classic | 1.1  | Eduard Prades   | Caja Rural-Seguros RGA |
| 9-12  | Grand Prix Cycliste de Saguenay  | 2.2  | Ryan Roth       | Silber                 |
| 13-26 | Volta à Colômbia                 | 2.2  | Mauricio Ortega | Coldeportes-Claro      |
| 15-19 | Tour de Beauce                   | 2.2  | Gregory Daniel  | Axeon Hagens Berman    |

### Julho
| Data | Carreira          | Cat. | Ganhador          | Equipa             |
| ---- | ----------------- | ---- | ----------------- | ------------------ |
| 8-17 | Volta à Venezuela | 2.2  | Jonathan Monsalve | J.H.S. Aves        |
| 10   | Delta Road Race   | 1.2  | Ryan Roth         | Silber             |
| 29-7 | Tour de Guadalupe | 2.2  | Damien Monier     | Bridgestone Anchor |

### Agosto
| Data | Carreira     | Cat. | Ganhador       | Equipa      |
| ---- | ------------ | ---- | -------------- | ----------- |
| 1-7  | Tour de Utah | 2.hc | Lachlan Morton | Jelly Belly |

### Setembro
| Data | Carreira        | Cat. | Ganhador        | Equipa                        |
| ---- | --------------- | ---- | --------------- | ----------------------------- |
| 1-5  | Tour de Alberta | 2.1  | Robin Carpenter | Holowesko Citadel Racing Team |
| 10   | The Reading 120 | 1.2  | Oscar Clark     | Holowesko Citadel Racing Team |

### Outubro
| Data | Carreira               | Cat. | Ganhador      | Equipa              |
| ---- | ---------------------- | ---- | ------------- | ------------------- |
| 2    | Tobago Cycling Classic | 1.2  | James Piccoli | PSL Cycling Clube 1 |

## Classificações finais
- Nota:  As classificações finais são:[3]

### Individual
Integram-na todos os ciclistas que consigam pontos podendo pertencer tanto a equipas amadoras como profissionais, inclusive as equipas UCI WorldTeam.
| Posição | Ciclista           | Equipa            | Pontos |
| ------- | ------------------ | ----------------- | ------ |
| 1.º     | Greg Van Avermaet  | BMC Racing Team   | 615    |
| 2.º     | Julian Alaphilippe | Etixx-Quick Step  | 570    |
| 3.º     | Jakob Fuglsang     | Astana Pro Team   | 475    |
| 4.º     | Rafał Majka        | Tinkoff           | 435    |
| 5.º     | Fabian Cancellara  | Trek-Segafredo    | 360    |
| 6.º     | Lachlan Morton     | Jelly Belly       | 326    |
| 7.º     | Rohan Dennis       | BMC Racing Team   | 295    |
| 8.º     | Robin Carpenter    | Holowesko Citadel | 277    |
| 9.º     | Joaquim Rodríguez  | Team Katusha      | 275    |
| 10.º    | Chris Froome       | Team Sky          | 270    |

| 11.º | Andrew Talansky         | 265 |
| 12.º | Jonathan Klever Caicedo | 250 |
| 13.º | Tom Dumoulin            | 250 |
| 14.º | Ryan Roth               | 245 |
| 15.º | Travis McCabe           | 240 |
| 16.º | Brayan Ramírez          | 228 |
| 17.º | Fabio Aru               | 225 |
| 18.º | Jonathan Monsalve       | 224 |
| 19.º | Evan Huffman            | 212 |
| 20.º | Rob Britton             | 183 |

### Equipas
A partir de 2016 e devido a mudanças regulamentares, todas as equipas profissionais entram nesta classificação, inclusive os UCI WorldTeam que até a temporada anterior não pontuavam. Se confeciona com o somatório de pontos que obtenha uma equipa com suas 8 melhores corredores na classificação individual. A classificação também a integram equipas que não estejam registados no continente.
| Posição | Equipa              | Pontos |
| ------- | ------------------- | ------ |
| 1.º     | Holowesko Citadel   | 738    |
| 2.º     | Silber Pro Cycling  | 645    |
| 3.º     | Axeon Hagens Berman | 612    |
| 4.º     | Jelly Belly         | 581    |
| 5.º     | Rally Cycling       | 541    |

| 6.º  | Funvic Soul Cycles-Carrefour | 377 |
| 7.º  | Team Jamis                   | 374 |
| 8.º  | UnitedHealthcare             | 330 |
| 9.º  | Movistar Team América        | 306 |
| 10.º | Strongman Campagnolo Wilier  | 273 |

### Países
Se confeciona mediante os pontos dos 10 melhores ciclistas de um país, não só os que consigam neste Circuito Continental, sina também os conseguidos em todos os circuitos. E inclusive se um corredor de um país deste circuito, só consegue pontos em outro circuito (Europa, Ásia, Africa, Oceania), seus pontos van a esta classificação.
| Posição | País           | Pontos |
| ------- | -------------- | ------ |
| 1.º     | Colômbia       | 2753,5 |
| 2.°     | Estados Unidos | 2008,5 |
| 3.º     | Canadá         | 1241   |
| 4.º     | Argentina      | 862,75 |
| 5.º     | Venezuela      | 721    |

| 6.º  | Chile      | 497,33 |
| 7.º  | México     | 463    |
| 8.º  | Costa Rica | 434    |
| 9.º  | Brasil     | 423,66 |
| 10.º | Equador    | 375,75 |

### Países sub-23
| Posição | Equipa         | Pontos  |
| ------- | -------------- | ------- |
| 1.º     | Colômbia       | 1603,25 |
| 2.º     | Estados Unidos | 847,67  |
| 3.º     | Canadá         | 289     |
| 4.º     | Chile          | 174,33  |
| 5.º     | Venezuela      | 134     |

## Evolução das classificações
| Data            | Classificação individual | Classificação por equipas | Classificação por países | Classificação por países sub-23 |
| --------------- | ------------------------ | ------------------------- | ------------------------ | ------------------------------- |
| 31 de janeiro   | Dayer Quintana           | Fortuneo-Vital Concept    | Colômbia                 | Colômbia                        |
| 29 de fevereiro | Dayer Quintana           | Fortuneo-Vital Concept    | Colômbia                 | Colômbia                        |
| 31 de março     | Dayer Quintana           | Fortuneo-Vital Concept    | Colômbia                 | Colômbia                        |
| 30 de abril     | Dayer Quintana           | Fortuneo-Vital Concept    | Colômbia                 | Colômbia                        |
| 25 de maio      | Jonathan Caicedo         | Holowesko Citadel         | Colômbia                 | Colômbia                        |
| 25 de junho     | Jonathan Caicedo         | Holowesko Citadel         | Colômbia                 | Colômbia                        |
| 25 de julho     | Jonathan Caicedo         | Holowesko Citadel         | Colômbia                 | Colômbia                        |
| 25 de agosto    | Greg Van Avermaet        | Jelly Belly               | Estados Unidos           | Estados Unidos                  |
| 25 de setembro  | Greg Van Avermaet        | Jelly Belly               | Estados Unidos           | Estados Unidos                  |
| 2 de outubro    | Greg Van Avermaet        | Holowesko Citadel         | Colômbia                 | Colômbia                        |
| Final           | Greg Van Avermaet        | Holowesko Citadel         | Colômbia                 | Colômbia                        |